# Young Buffaloes Football Club
Maillots
Le Young Buffaloes Football Club est un club swazilandais de football basé à Mliba.

## Histoire
Le Young Buffaloes Football Club est fondé en 1982

## Palmarès

### Section masculine
- Championnat de l'Eswatini (2)
  - Champion : 2010, 2020
- Coupe de l'Eswatini (3)
  - Vainqueur : 2017, 2018, 2019

### Section féminine
- Championnat de l'Eswatini (5)
  - Champion : 2015, 2016, 2019, 2022, 2023
- Coupe de l'Eswatini (3)
  - Vainqueur : 2016, 2017, 2018